# ZBrush
ZBrush es un software de modelado 3d, escultura y pintura digital que constituye un nuevo paradigma dentro del ámbito de la creación de imágenes de síntesis gracias al original planteamiento de su proceso creativo.

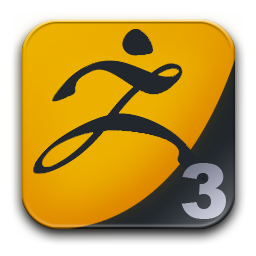
Icono de ZBrush de 2012

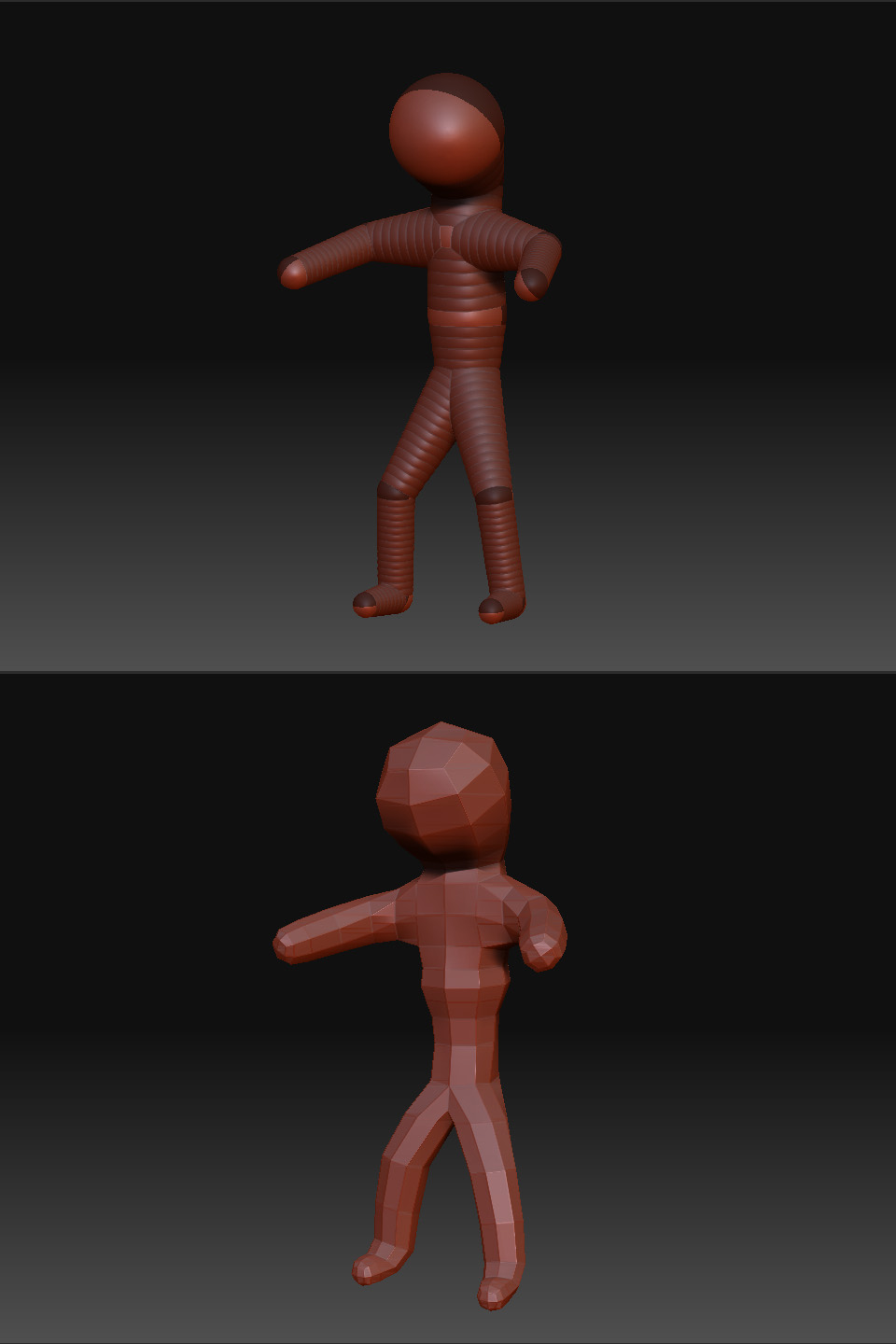
Herramienta de ZSphere

ZBrush se encuentra actualmente[¿cuándo?] en la versión 2021. La actualización será gratis para los usuarios registrados.
Zbrush comenzó como un original programa que permitía crear pinturas digitales e insertar en ellas objetos 3D, que podían ser simples primitivas originadas en el propio programa, o podían ser importadas en formato "obj". Poco después, la versión 2.5 canalizó la clave diferencial de este software de un modo más claro al ser usado en fase beta por los artistas de Weta digital para detallar y esculpir diferentes personajes de la segunda y tercera entrega de "El señor de los Anillos". El descubrimiento de Zbrush como un software capaz de esculpir detallados modelos de un modo semejante a pintar en los mismos facilitó su popularización entre los artistas 3d de las industrias del cine, videojuego e ilustración. Esto ha empujado a los desarrolladores de la aplicación a poner énfasis en esta faceta en cada actualización.

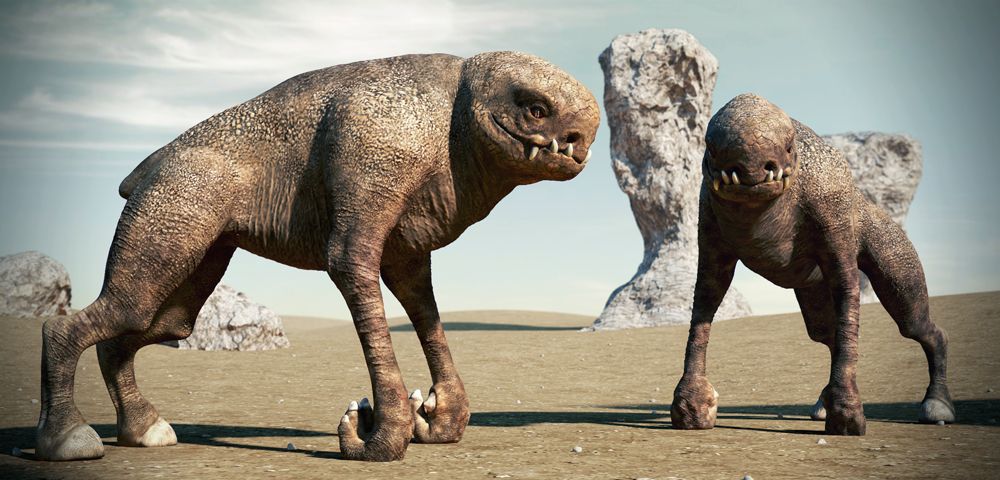
Ejemplo de un modelo de ZBrush

El concepto de esculpir pintando sobre un objeto 15d no es original de Zbrush. Amorphium es un programa desarrollado por ei technology group que está basado en el mismo principio pero que tuvo su auge en un momento en el que las computadoras no permitían trabajar cómodamente con la cantidad de polígonos necesarios para crear modelos complejos y el proyecto, aunque no ha sido abandonado por la compañía, no goza del respaldo de usuarios necesario para hacerlo relevante hoy en día.
Se ha utilizado en varias películas como "Underworld", "El señor de los anillos", etc, y su competidor más directo es el nuevo software usado en la película de King Kong llamado Mudbox. Se comenta que también la nueva versión de Silo 2 tendrá algunas características de Zbrush.